# Station Tornio-Oost
Station Tornio-Itäinen (code: Tri) is een spoorwegstation binnen het gebied van de stad Tornio in het noorden van Finland. Het station werd 2 oktober 2008 geopend nadat in juli en augustus van dat jaar de bouw gereed kwam. Tornio Oost vervangt het in 2004 gesloten spoorwegstation Tornio Noord, dat er meer uitzag als een bushalte. De vervanging heeft waarschijnlijk te maken met een toekomstige aansluiting op het Zweedse spoorwegnet als de Haparandalijn aldaar opnieuw in gebruik genomen wordt.
Het station ligt aan de spoorlijnen Helsinki - Kolari, met name het deeltraject Kemi – Kolari en Oulu Tornio.

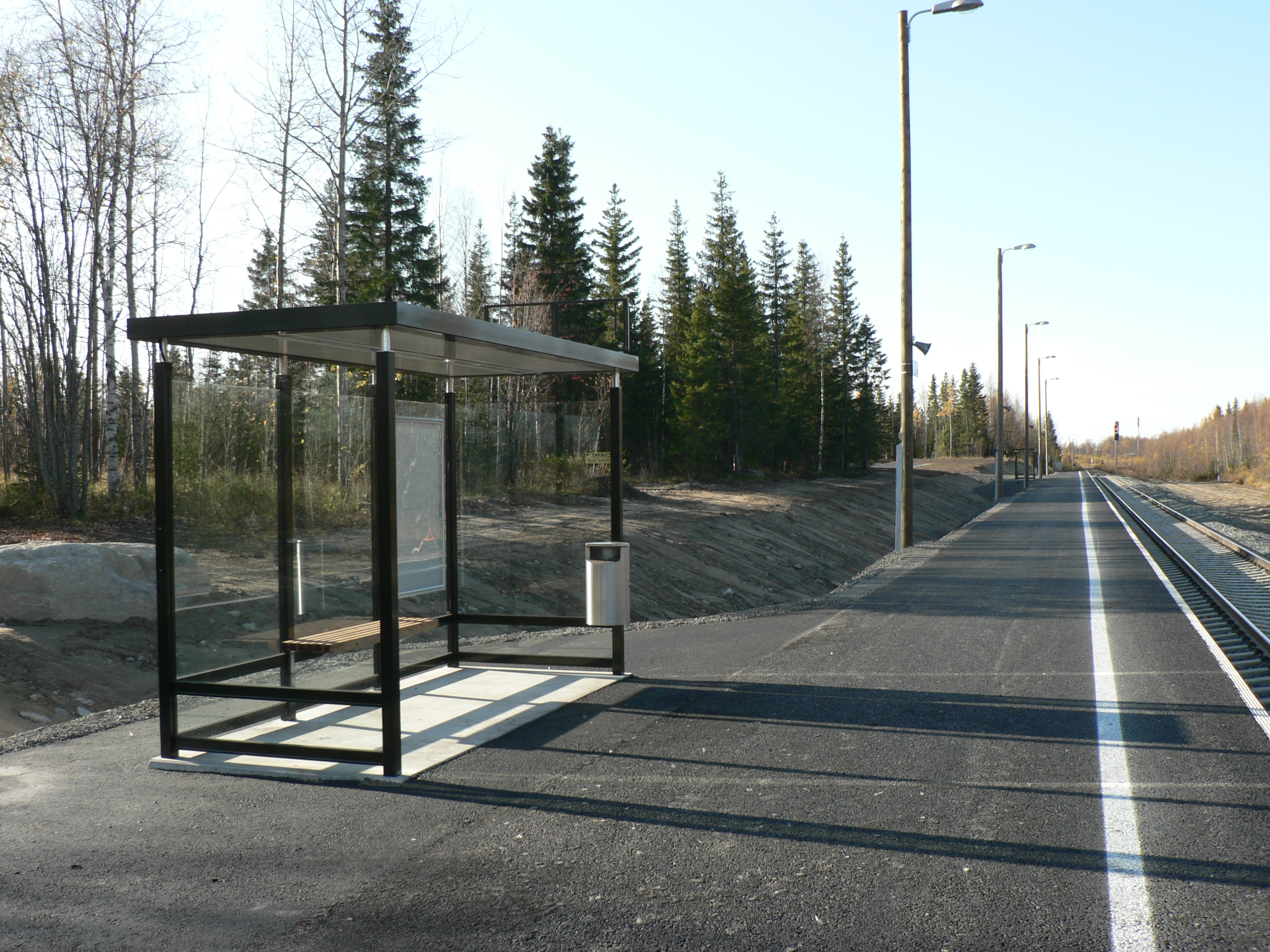
Perron